# Vyond
Vyond (bis 2018: GoAnimate) ist eine auf Cloud-Basis arbeitende Plattform zur Erstellung von Animations-Videos. Mit dieser Seite können angemeldete Nutzer Videos auf Basis von festgelegten Figuren, Gegenständen und Hintergründen erstellen; es können mithilfe eines Editors neue Figuren in verschiedenen Stilen erstellt werden. Ebenso ist es möglich, ein Video mithilfe einer Vorlage zu kreieren. Mit dieser Seite soll die Erstellung von Animationsvideos erleichtert werden, da nicht selbst gezeichnet werden muss, wie es im Gegensatz zu anderen Programmen wie Adobe Flash der Fall ist.

## Hintergrund
GoAnimate arbeitete bis Januar 2016 auf Flash-Basis, wechselte aufgrund von technischen Problemen aber auf HTML5, was dazu führte, dass die Unterstützung am 26. Juli 2016 der meisten Motive aufgegeben werden musste und nur drei übrig bleiben. Bei den Figuren in einem Video kann der Zustand geändert werden. Die ausgewählte Figur kann mit einer Sprachsynthese, durch Einfügen einer Audiodatei oder durch die eigene Stimme mithilfe eines Mikrofons vertont werden. Die Seite verfügt selbst über TTS-Stimmen in 22 verschiedenen Sprachen, darunter auch Deutsch.
Die Größe einer Figur oder eines Gegenstands kann verändert werden, bei bestimmten Gegenständen und Hintergründen ebenfalls die Farbe(n). Die Bibliothek von GoAnimate verfügt über zahlreiche Musikstücke und Soundeffekte; es können weitere hinzugefügt werden.
Von 2008 bis 2012 existierte ein Motiv über den Musiker Akon, der sich positiv über GoAnimate äußerte. 2012 musste jedoch dieses aus rechtlichen Gründen gestrichen werden. Nutzer, die sich vor 2012 angemeldet haben, können das Motiv weiterhin verwenden, vorausgesetzt, sie haben mindestens ein Video mit Akon auf ihrem Kanal.
Außer der Hauptseite existieren noch die leicht veränderten Varianten GoAnimate4Schools und GoAnimate Wix (momentan unter Wartungsarbeiten, seit dem 9. November 2016 ist die Seite nicht aufrufbar, eine Wiederherstellung ist allerdings trotzdem möglich, da dies bereits 2015/2016 für mehrere Monate der Fall gewesen war), die teils für andere Zwecke verwendet werden.
Im Dezember 2019 musste der alte Legacy Video Maker aufgrund der Einstellung von Adobe Flash abgeschaltet werden, seitdem ist es nur noch auf Vyond Studio möglich, Videos zu produzieren.

## Geschichte
Das Unternehmen wurde 2007 von Alvin Hung gegründet; 2008 ging die Website schließlich online.
2011 begann eine Partnerschaft zwischen GoAnimate und YouTube. Seitdem können Videos von GoAnimate direkt auf YouTube exportiert werden. Es ist inzwischen möglich, die Videos in MP4-Dateien umzuwandeln. Für Nutzer der kostenlosen Version sind diese Optionen jedoch deaktiviert. Im Herbst desselben Jahres wurden Motive mit Kandidaten der Präsidentschaftswahl in den Vereinigten Staaten 2012 hinzugefügt, welche sich schnell zu großer Beliebtheit entwickelten.
Bis zum Juli 2013 wurden über zehn Millionen Videos mit GoAnimate erstellt; sie entwickelte sich somit zur am weitesten verbreiteten Animations-Plattform.
Im Mai 2015 verkündete Alvin Hung, GoAnimate noch weiter auszubauen und einen Börsengang anzustreben. Es bleibt offen, an welchem Börsenplatz dieser stattfinden soll. Ende 2015 beschäftigte das Unternehmen über 50 Mitarbeiter. Anfang 2016 wechselte GoAnimate nach einer Ankündigung im Oktober 2015 von Adobe Flash zu HTML5.
2016 arbeitete GoAnimate an einer eigenen App für Smartphones.

## Verbreitung
Seit 2007 haben sich auf GoAnimate über 10.000 Nutzer angemeldet. Der größte Teil davon stammt – so macht es zumindest den Eindruck – aus den USA. Einige wenige stammen aus Deutschland, Österreich oder der Schweiz, denn es wurden genügend Videos auf Deutsch veröffentlicht. Im spanischen Raum scheint die Seite relativ verbreitet zu sein. Jedoch lässt sich die genaue Staatsangehörigkeit eines Nutzers nur selten erkennen; dies liegt daran, dass die Staatsangehörigkeit bei den meisten Nutzern nicht angegeben ist.

## „Grounded“-Videos
Seit 2011 existiert durch GoAnimate bzw. Vyond eine Subkultur, die sogenannten Grounded Videos, in denen Kinder und Jugendliche Hausarrest bekommen, sowohl für normale als auch für absurde Gründe, nicht selten für unrealistische Zeiträume („you are grounded grounded grounded for 180340827083470843708478023 years!“). Protagonisten jener Videos entstammen häufig Kinderserien wie Caillou oder Dora the Explorer, einige sind aber auch Originalcharaktere, welche durch GoAnimate- und FlashThemes-Nutzer wie mrlegofan404, Omega (AlphaStudios), NathanSaturnBOI, TheSims3Fanatic2008, Nakamario27 oder GoMultiverseLegacy394 erstellt wurden, welche gewöhnliche Namen wie Eric oder Zack tragen. Eine bekannte Rubrik der Grounded-Videos sind u. a. sogenannte Behavior Card Days, in denen die Charaktere durch Karten (oder gelegentlich auch Gegenstände) aufgrund ihres Verhaltens entweder belohnt oder bestraft werden. Die schlechteste Karte ist meist die sogenannte Dead Meat-Karte; die Farbverteilung ist von Nutzer zu Nutzer unterschiedlich. Über die Jahre entwickelte sich durch die Grounded-Videos sogar ein Fandom, welches längst nicht mehr nur aus Videos besteht, in denen die Protagonisten tatsächlich Hausarrest bekommen, sondern auch Ungrounded Videos, die das genaue Gegenteil darstellen. Im Dezember 2019 erschien sogar ein zweistündiger Film mit dem Titel Zack The Movie: The Vengeance Of Derek des Nutzers GoMultiverseLegacy394, in dem der seit 2011 durch Grounded Videos bekannte Charakter Zack Rosemond seine Heimatstadt in Kalifornien vor seinem Rivalen Derek Watson und dessen Komplizen retten muss. Laut GoMultiverseLegacy394 ist ein Nachfolger geplant.
Die Grounded Videos werden sowohl mit Vyond als auch mit GoAnimate Wrapper und FlashThemes gemacht.

## Kritik
Trotz großer Beliebtheit erhielt GoAnimate einiges an negativer Kritik, vor allem wegen des einfachen Prinzips und der oben genannten Grounded Videos. 2011 veröffentlichte der US-amerikanische Animator Harry Partridge eine mit Adobe Flash erstellte Parodie namens Go!Animate – An Animation Revolution. Diese nicht ganz ernst gemeinte Parodie allerdings kam bei GoAnimate-Nutzern eher negativ an, und viele konterten darauf mit Parodien mit Namen wie Flash – An Animation Revolution. Allerdings wird vergessen, dass damals GoAnimate mit Flash lief, ohne würde die Seite also nicht existieren.
Auch unter den Fans verlor GoAnimate Anfang 2016 nach dem HTML5-Update, welches die Einstellung aller Themen mit Ausnahme von Business Friendly, Whiteboard Animation und Video Infographics zur Folge hatte, einiges an Beliebtheit. Zur gleichen Zeit musste GoAnimate einige Stimmen löschen, da GoAnimate aufgrund von finanziellen Problemen – die möglicherweise auch Grund für die Einstellung der Themen gewesen sein könnten – dessen Lizenzen nicht erneuern konnte. Auch im Oktober 2023 werden etliche Vyond-Stimmen aus denselben Gründen eingestellt.
Seit 2020 existiert das kostenlose Programm GoAnimate Wrapper Offline sowie seit September 2023 FlashThemes, wobei es sich lediglich um Fanseiten für nicht kommerzielle Zwecken handelt, welche die alten Themen GoAnimates erhalten sollen, um eine klare Abgrenzung von Vyond zu haben. FlashThemes basiert stark auf alten Versionen GoAnimates vor Juli 2015, als die Seite noch über eine Kommentarfunktion verfügten. Wie vorher GoAnimate ist FlashThemes stark von Grounded Videos geprägt; bereits sind (Standː Dezember 2024) tausende von Nutzern registriert, von welchen die Nutzerin African Vulture sowohl, was Aufrufe als auch Fans angeht, den am meisten verfolgten Kanal besitzt.